# Poradnik Uśmiechu OST
Poradnik Uśmiechu OST je soubor písní ze seriálu Poradnik Uśmiechu (česky Průvodce úsměvem) od Wiktora Striboga.

## Seznam skladeb
Za všechny skladby je odpovědný autor Wiktor Stribog.
| Pořadí         | Název                  | Česky                    | Délka |
| -------------- | ---------------------- | ------------------------ | ----- |
| 1.             | Czas Pracy             | „Čas Práce“              | 4:48  |
| 2.             | Ballada W Rytmie Dżins | „Balada v rytmu džínů“   | 3:24  |
| 3.             | Słoneczna Ziemia       | „Slunná země“            | 4:12  |
| 4.             | Zmartwienia            | „Starosti“               | 5:21  |
| 5.             | Na Złej Drodze         | „Na špatné cestě“        | 5:02  |
| 6.             | Nowe Przebudzenie      | „Nové probuzení“         | 7:09  |
| 7.             | Konfrontacja           | „Konfrontace“            | 4:03  |
| 8.             | Zimna Noc              | „Chladná noc“            | 1:42  |
| 9.             | To Tylko Taka Gra      | „To je jenom taková hra“ | 4:20  |
| 10.            | Spóźniona Poczta       | „Zpožděná pošta“         | 4:32  |
| 11.            | Czas Pożegnań          | „Čas rozloučení“         | 1:46  |
| 12.            | Przychodnia            | „Klinika“                | 1:38  |
| Celková délka: | Celková délka:         | Celková délka:           | 47:57 |

## Historie vydání
| Země   | Datum          | Formát               | Vydavatelství      |
| ------ | -------------- | -------------------- | ------------------ |
| Svět   | 6. ledna 2019  | digitální, streaming | 1106544 Records DK |
| Polsko | 7. června 2019 | LP                   | Pan tu nie stał    |